# Birdman (rapper)
Bryan Christopher Williams (Nova Orleans, 15 de fevereiro de 1969), mais conhecido como Birdman e Baby, é um rapper, produtor musical, executivo e dono da gravadora Cash Money Records.

## Carreira musical
Em 1991 ele e seu irmão Ronald "Slim" Willians fundaram uma das gravadoras mais influentes do rap de Nova Orleans a Cash Money Records. No início de sua carreira ele participou de alguns grupos até lançar seu primeiro álbum chamado I Need bago if Dope, em 1993 depois ele gravou uma série de álbuns com Mannie Fresh um rapper que faz parte da cash money os dois formavam o Big Timers o último álbum de Birdman foi "Bigger than life" lançado em 2013. Ele conheceu o Rapper Lil Wayne quando Wayne era pequeno e Birdman é considerado como pai de Lil' Wayne.

## Discografia

### Álbuns de estúdio
- Birdman (2002)
- Fast Money (2005)
- 5 * Stunna (2007)
- Priceless (2009)
- Ms Gladys (por anunciar)